# Feriados na Estônia
Todos os feriados oficiais da Estônia, estabelecidos por atos do Parlamento.

## Feriados públicos
| Data                       | Nome em português                                           | Nome em estoniano         | Notas                                                                                 |
| -------------------------- | ----------------------------------------------------------- | ------------------------- | ------------------------------------------------------------------------------------- |
| 1 de janeiro               | Ano-Novo                                                    | uusaasta                  |                                                                                       |
| 24 de fevereiro            | Dia da Independência                                        | iseseisvuspäev            | Feriado nacional - celebra a declaração de independência em 1918.                     |
| Sexta-feira da festa móvel | Sexta-Feira Santa                                           | suur reede                |                                                                                       |
| Domingo móvel              | Páscoa                                                      | ülestõusmispühade 1. püha | Vulgarmente conhecida como lihavõtted.                                                |
| 1 de maio                  | Dia do Trabalhador                                          | kevadpüha                 |                                                                                       |
| Móvel                      | Pentecostes                                                 | nelipühade 1. püha        |                                                                                       |
| 23 de junho                | Dia da vitória                                              | võidupüha                 | Celebra a vitória da Batalha de Võnnu durante a Guerra de Independência da Estônia.   |
| 24 de junho                | Dia de São João, Festa dos santos populares ou Festa junina | jaanipäev                 | Jaaniõhtu é celebrado na noite anterior da festa dos santos populares (festa junina). |
| 20 de agosto               | Dia da restauração da independência                         | taasiseseisvumispäev      | Celebra a restauração da independência estoniana em 1991.                             |
| 24 de dezembro             | Véspera de Natal                                            | jõululaupäev              |                                                                                       |
| 25 de dezembro             | Natal                                                       | esimene jõulupüha         |                                                                                       |
| 26 de dezembro             | Boxing Day                                                  | teine jõulupüha           |                                                                                       |

## Feriados nacionais
| Data           | Nome em português                      | Nome em estoniano           | Notas                                                                      |
| -------------- | -------------------------------------- | --------------------------- | -------------------------------------------------------------------------- |
| 6 de janeiro   | Epifania do Senhor                     | kolmekuningapäev            |                                                                            |
| 2 de fevereiro | Aniversário do Tratado de paz de Tartu | Tartu rahulepingu aastapäev | Tratado que pôs fim à Guerra de Independência Estoniana                    |
| 14 de março    | Dia da língua pátria                   | emakeelepäev                | Aniversário de Kristjan Jaak Peterson                                      |
| Domingo móvel  | Dia das mães                           | emadepäev                   |                                                                            |
| 4 de junho     | Dia da Bandeira                        | Eesti lipu päev             | Data em que a Bandeira da Estônia, foi primeiramente consagrada (em 1884). |
| 14 de junho    | Luto nacional                          | leinapäev                   | Homenagem às vítimas das deportações soviéticas em 1941 e 1949.            |
| 22 de setembro | Dia da Resistência                     | vastupanuvõitluse päev      |                                                                            |
| 2 de novembro  | Dia de Finados                         | hingedepäev                 |                                                                            |
| Domingo móvel  | Dia dos Pais                           | isadepäev                   |                                                                            |
| 16 de novembro | Dia da Independência                   | taassünni päev              |                                                                            |